# 恩坎普
恩坎普（加泰隆尼亞語發音：[əŋˈkam]）是安道爾的一个堂区，位於安道爾中部偏東，與卡尼略、埃斯卡尔德斯-恩戈尔达尼、法國朗格多克-魯西永大區相鄰相鄰。

## 友好城市
- 法國 鲁亚克